# Wojciech Bułat

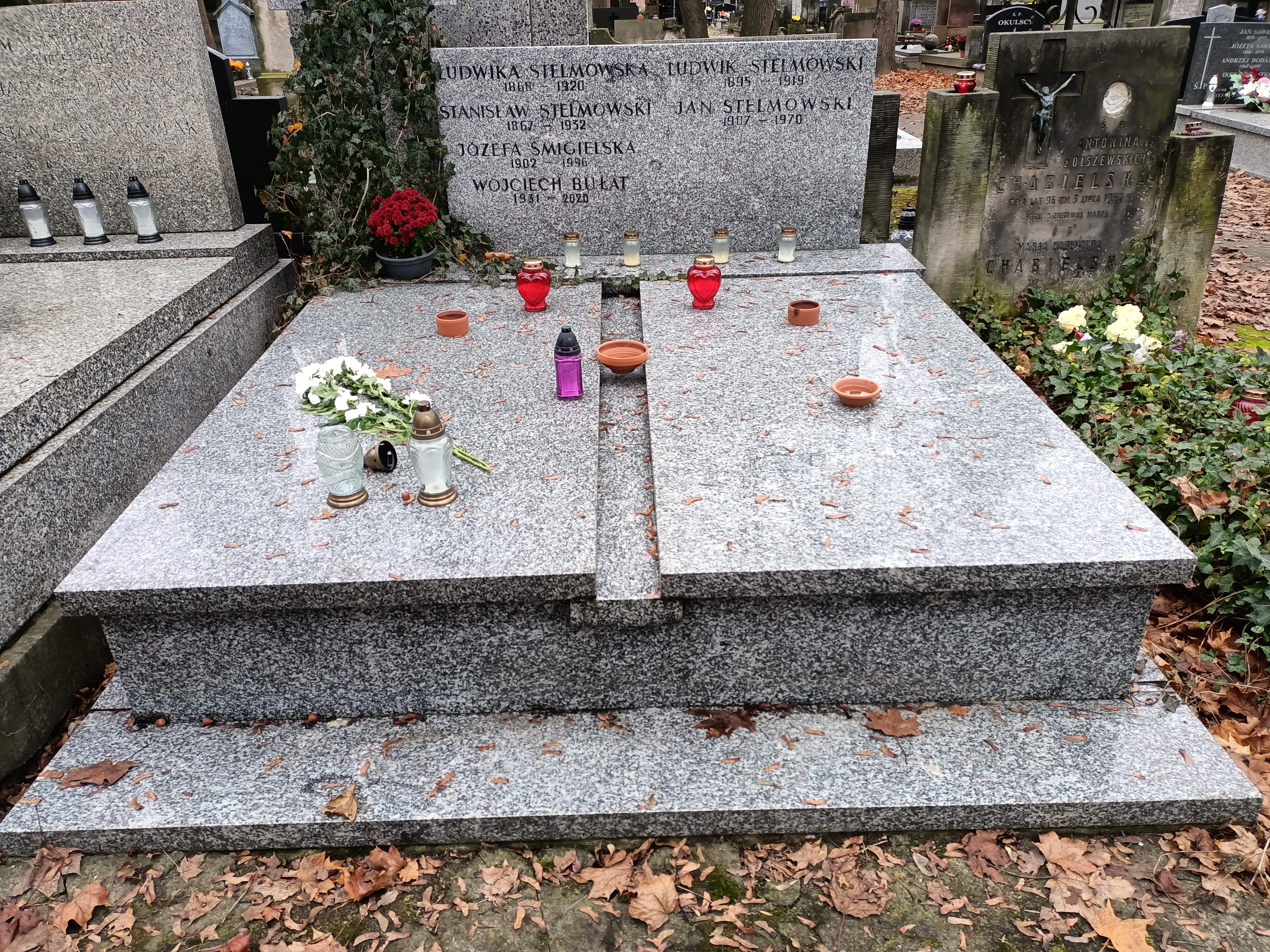
Nagrobek Wojciecha Bułata na Cmentarzu Powązkowskim

Wojciech Bułat (ur. 31 maja 1931 w Rembertowie koło Warszawy, zm. 18 listopada 2020 w Warszawie) – polski historyk, badacz dziejów ruchu robotniczego.

## Życiorys
Studiował ekonomikę przemysłu w Szkole Głównej Planowania i Statystyki w Warszawie (1951–1954) i historię na Uniwersytecie Warszawskim (od 1954, magisterium – 1957). Pracował w Zakładzie Historii Partii przy KC PZPR, następnie w Zakładzie Historii Polskiego Ruchu Robotniczego w Wyższej Szkole Nauk Społecznych przy KC PZPR. W latach 1967–1981 był członkiem redakcji kwartalnika Z Pola Walki. Pracował także jako nauczyciel. Autor haseł w Słowniku biograficznym działaczy polskiego ruchu robotniczego.
Pochowany na Cmentarzu Powązkowskim w Warszawie.

## Wybrane publikacje
- O udziale Wacława Worowskiego w V Zjeździe SDKPiL w 1906 r., Warszawa: Książka i Wiedza 1960.
- Strajk studencki w Warszawie w 1917 roku. Szkic z dziejów walki o polskość szkolnictwa wyższego w latach pierwszej wojny światowej, Warszawa: „Iskry” 1960.
- (współautor: Tadeusz Sarnecki), Jan Władysław Dawid 1859–1914, Warszawa: Nasza Księgarnia 1963.
- Zarys dziejów przedmarksistowskiego ruchu rewolucyjnego w Rosji XIX wieku, Warszawa: Wyższa Szkoła Nauk Społecznych przy KC PZPR 1964.
- Lenin a sprawa Polski, Warszawa: Państwowe Zakłady Wydawnictw Szkolnych 1969.
- Lenin o Polsce i o polskim ruchu robotniczym: tezy i bibliografia,  Warszawa: Towarzystwo Przyjaźni Polsko-Radzieckiej 1969.